# Upucerthie à bec droit
Ochetorhynchus ruficaudus
Espèce
Synonymes
- Ochetorhynchus ruficauda Meyen, 1834
[orth. erronée]
- Upucerthia ruficauda (Meyen, 1834)
[orth. erronée]
- Upucerthia ruficaudus (Meyen, 1834)

Statut de conservation UICN

 LC  : Préoccupation mineure
L’Upucerthie à bec droit (Ochetorhynchus ruficaudus) est une espèce de passereaux d'Amérique du Sud appartenant à la famille des Furnariidae.

## Répartition
On la trouve en Argentine, Bolivie, Chili et Pérou.

Distribution de l'espèce en Amérique du Sud.

## Habitat
Elle habite les zones de broussailles subtropicales et tropicales de haute-montagne.